# Le Magnoray
Le Magnoray település Franciaországban, Haute-Saône megyében. Lakosainak száma 87 fő (2022. január 1.). Le Magnoray Velleguindry-et-Levrecey, Échenoz-le-Sec, Mailley-et-Chazelot és Pennesières községekkel határos.

## Népesség
A település népességének változása:
| Lakosok száma | 100  | 95   | 96   | 89   | 86   | 83   | 85   | 86   | 87   |
|               | 2013 | 2015 | 2016 | 2017 | 2018 | 2019 | 2020 | 2021 | 2022 |